# 北奥羽方言
北奥羽方言（きたおううほうげん）または北奥方言（ほくおうほうげん）とは、東北方言のうち、青森県・岩手県中北部（旧南部藩領）・秋田県・山形県庄内地方・新潟県阿賀北地域（北越）で話される日本語の方言の総称である。南奥羽方言と比較した場合に、東京式アクセントであり、シとス、チとツ、ジ（ヂ）とズ（ヅ）の発音がシ・チ・ジになるという特徴がある。また、逆接の接続助詞に「ども」またはその変種が用いられる。北越・庄内・秋田県由利や青森県南部地方・岩手県北東部で近畿方言の影響を受けて理由の助詞「さかい」に由来する「さげ」「すけ」などが使われる。

## 下位方言
- 津軽方言（青森県津軽地方）
- 南部方言（青森県南部地方および、岩手県中北部）
  - 下北方言（南部地方北部）
  - 上北方言（南部地方中部）
  - 三八方言（南部地方南部。八戸弁）
  - 岩手県中部方言（岩手県中部）
    - 盛岡弁（盛岡市中心部）

  - 岩手県北部方言（岩手県の北部および秋田県に接する地域）
  - 岩手県沿岸方言（岩手県沿岸部中北部）
- 秋田方言（秋田県）
  - 県北方言（秋田県北部）
  - 中央方言（秋田県中部）
  - 県南方言（秋田県南部）
  - 鹿角方言（鹿角地方。鹿角郡が盛岡藩領だった歴史的経緯から、南部弁の影響を強く受けている。）
  - 由利方言（由利地方）
- 庄内方言（山形県庄内地方）
  - 北部方言・酒田弁・飽海弁（庄内地方北部）
  - 南部方言・鶴岡弁・田川弁（庄内地方南部）
  - 小国方言（西置賜郡小国町）
- 北越方言（新潟県下越地方北部。東蒲原方言は、現在の東蒲原郡阿賀町が会津藩領だった歴史的経緯から会津弁の影響を強く受けており、南奥羽方言に含まれることもある）
- 大鳥方言・三面方言　-山形県大鳥集落・三面地域の方言で山形県庄内や下越等の近辺周囲とは特徴が異なる言語島である。